# Campeonato Europeu de Halterofilismo de 1966
O 46º Campeonato Europeu de Halterofilismo foi organizado pela Federação Internacional de Halterofilismo em Berlim, na Alemanha Oriental entre 15 a 21 de outubro de 1966. O evento foi realizado em conjunto com o Campeonato Mundial de Halterofilismo de 1966.

## Medalhistas
| Evento                     | Ouro                                 | Ouro     | Prata                                  | Prata    | Bronze                              | Bronze   |
| -------------------------- | ------------------------------------ | -------- | -------------------------------------- | -------- | ----------------------------------- | -------- |
| Galo (56 kg)               | Alexei Vajonin · União Soviética     | 362,5 kg | Imre Földi · Hungria                   | 360,0 kg | Róbert Nagy · Hungria               | 330,0 kg |
| Pena (60 kg)               | Mieczysław Nowak · Polónia           | 382,5 kg | Rudolf Kozłowski · Polónia             | 357,5 kg | Sebastiano Mannironi · Itália       | 355,0 kg |
| Leve (67,5 kg)             | Yevgueni Katsura · União Soviética   | 437,5 kg | Marian Zieliński · Polónia             | 410,0 kg | János Bagócs · Hungria              | 402,5 kg |
| Médio (75 kg)              | Viktor Kurentsov · União Soviética   | 450,0 kg | Waldemar Baszanowski · Polónia         | 447,5 kg | Werner Dittrich · Alemanha Oriental | 442,5 kg |
| Meio-pesado-leve (82,5 kg) | Vladimir Beliayev · União Soviética  | 485,0 kg | Győző Veres · Hungria                  | 485,0 kg | Hans Zdražila · Tchecoslováquia     | 465,0 kg |
| Meio-pesado (90 kg)        | Géza Tóth · Hungria                  | 487,5 kg | Ireneusz Paliński · Polónia            | 477,5 kg | Marek Gołąb · Polónia               | 475,0 kg |
| Pesado (+ 90 kg)           | Leonid Zhabotinski · União Soviética | 567,5 kg | Stanislav Batishchev · União Soviética | 530,0 kg | Manfred Rieger · Alemanha Oriental  | 492,5 kg |

## Quadro de medalhas
| Ordem | País              | Medalha de ouro | Medalha de prata | Medalha de bronze | Total |
| ----- | ----------------- | --------------- | ---------------- | ----------------- | ----- |
| 1     | União Soviética   | 5               | 1                | 0                 | 6     |
| 2     | Polónia           | 1               | 4                | 1                 | 6     |
| 3     | Hungria           | 1               | 2                | 2                 | 5     |
| 4     | Alemanha Oriental | 0               | 0                | 2                 | 2     |
| 5     | Tchecoslováquia   | 0               | 0                | 1                 | 1     |
| 5     | Itália            | 0               | 0                | 1                 | 1     |
| Total | Total             | 7               | 7                | 7                 | 21    |